# کوه میر سمیر
میر سمیر کوهی در افغانستان است که ۵٬۸۰۹ متر ارتفاع دارد. این کوه در رشته‌کوه هندوکش در ولایت پنجشیر واقع شده‌است. اولین تلاش موفقیت آمیز برای صعود در سال ۱۹۵۹ علیرغم تصور غیر قابل صعود بودن قله، انجام شد. دو انگلیسی، اریک نیوبی و سیاستمدار هیو کارلس در سال ۱۹۵۶ برای فتح این قله اقدام کرد ولی نتوانست به قله اصلی برسد چنانچه در کتابش تحت عنوان پیاده‌روی مختصری در هندوکش به این موضوع پرداخته‌است.

## موقعیت جغرافیایی
کوه میر سمیر در سمت شرق دره پنجشیر بالا، افغانستان و مرز نورستان قرار دارد. در حدود ۹۰ مایل (۱۵۰ کیلومتر) از شمال شهر جلال آباد و حدود ۱۰۰ مایل (۱۶۰ کیلومتر) به سمت شمال شرقی دره پنجشیر از شهر چاریکار فاصله دارد. تا سال ۱۹۶۶، تصور می شد که میر سمیر ۱۹۸۷۸ فوت (۶۰۵۹ متر) ارتفاع داشته باشد، اما بعد از تحقیقات جدید مشخص شد، ارتفاع آن به ۱۹۰۵۸ فوت (۵۸۰۹ متر) است.
افغانستان در طول جنگ دوم افغانستان ۱۸۷۸-۱۸۸۰ توسط بریتانیا نقشه‌برداری شد. این در حالی انجام گرفت که نقشه‌ٔبرداران مجبور شدند زیر آتش کار کنند و قادر به عبور از هندوکش نبودند. 

## کوهنوردی
جیسون الیوت در کتاب خود با نام «نور غیرمنتظره: سفرهای افغانستان» می‌نویسد که روستاییان افغان معتقد بودند که «میر سمیر را انسان نمی‌تواند صعود کند» و همین دلیل آن بود که خارجی‌هایی که سعی در صعود کرده بودند موفق نشدند.